# جون بيكر (سياسي أمريكي، مواليد 1972)
جون بيكر (بالإنجليزية: Jon Becker)‏ هو سياسي أمريكي، ولد في 20 أكتوبر 1972 في Fort Morgan, Colorado ‏ في الولايات المتحدة. نشط حزبياً في الحزب الجمهوري. وقد انتخب عضو مجلس نواب كولورادو.

## وصلات خارجية
- الموقع الرسمي